# Halleluja (Sinclair)
Halleluja är en psalm med musik skriven av Jerry Sinclair.

## Publicerad i
- Segertoner 1988 som nr 682 under rubriken "Bibelvisor och körer".[1]